# Coupe du Kazakhstan de hockey sur glace
La Coupe du Kazakhstan est une compétition de hockey sur glace au Kazakhstan opposant les meilleurs clubs kazakhs. 

## Palmarès
- 2002 : Kazzinc-Torpedo
- 2003 : Kazzinc-Torpedo
- 2004 : Kazzinc-Torpedo
- 2005 : Kazakhmys Karaganda
- 2006 : Kazakhmys Satpaïev
- 2007 : Kazzinc-Torpedo Oust-Kamenogorsk
- 2008 : Kazakhmys Satpaïev
- 2009 : Pas de compétition
- 2010 : Gorniak Roudny
- 2011 : Arystan Temirtaou
- 2012 : Arlan Kökşetau
- 2013 : Arlan Kökşetau
- 2014 : Ertis Pavlodar
- 2015 : Gorniak Roudny
- 2016 : HK Qulager
- 2017 : HK Qulager
- 2018 : Altaï-Torpedo Oust-Kamenogorsk
- 2019 : Altaï-Torpedo Oust-Kamenogorsk
- 2020 : Saryarqa HK
- 2021 : Saryarqa HK
- 2022 : Saryarqa HK
- 2023 :  Humo Tachkent